# 張爲坦
張爲坦（？年—？年），陝西同州府人，由主簿，嘉慶二十年二月代辦岳池縣典史。是一位政治人物，明清時曾在四川順慶府岳池縣（位於今四川東北部，武周萬歲通天二年分南充、相如二縣置，是一個千年古縣）擔任官吏。